# كريم جعفر
كريم جعفر هو مدافع كرة قدم عراقي سابق لعب للعراق في دورة الألعاب الأولمبية الصيفية لعام 1984. لعب كريم للعراق عام 1984.

## المسيرة الاحترافية

### أندية لعب لها
- نادي الميناء
- نادي الجيش